# 江上軍

滿洲國軍軍艦旗

江上軍，前稱江防艦隊，為負責滿洲國河川警備的滿洲國軍艦隊，控制松花江、黑龍江、烏蘇里江等，國境內江湖河川流域地帶，治安、防衛、緝捕、巡邏。

## 概要
滿洲國艦隊是在九一八事變發生後的1932年2月設立的，配置的是大清帝國末代，舊東北防衛軍河川警備用的軍艦。
同年3月滿洲國建國，改編為滿洲國海軍，並由舊日本海軍派遣軍事顧問，指導滿洲國軍滿洲國艦隊。
夏季使用艦艇進行警備，河水凍結的冬天則以陸戰隊身分進行陸上訓練。
1938年11月，軍事顧問改由舊日本陸軍關東軍派遣之故，編入陸軍並改名江上軍。
滿洲國艦隊為一褐水內河海軍，完全沒有海上作戰能力，因此太平洋戰争末期海上警察隊把一般商船改造為武裝船隻，稱之為海上警備隊。

## 沿革
- 1932年2月　滿洲國艦隊設立。

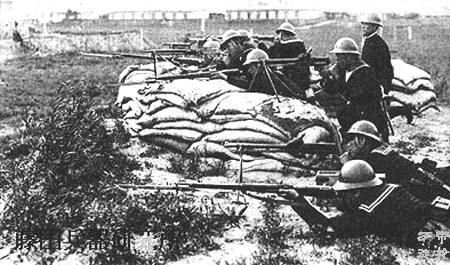
滿洲國艦隊的水手

- 1932年3月　滿洲國成立。成為滿洲國軍海軍。
- 1932年4月　控制松花江流域。
- 1933年7-9月　進出黑龍江、烏蘇里江等國境地帶。
- 1934年3月　江防艦隊設立後首度採用的新兵分派至各部隊。
- 1934年6月　配備「順天」、「養民」兩艘砲艦。
- 1934年11月　舉行第1次閱兵式。
- 1935年7月　配備「定邊」、「親仁」兩艘砲艦。
- 1937年6月　發生乾岔子島事件。
- 1939年11月　改組為陸軍的江上軍。
- 1944年6月　「海上警備隊」編成。

## 主力艦

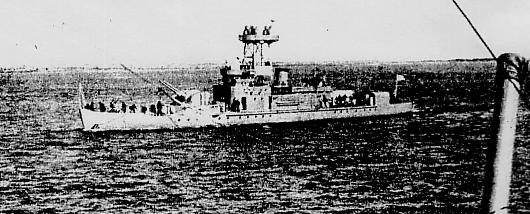
滿洲國艦隊砲艦

- 「順天」「養民」

排水量：270公噸
全長　：55m
固定武裝：
12cm連射高角砲：1門
15cm曲射砲　　：1門
13mm連裝機槍　：3門
- 「定邊」「親仁」

排水量：290公噸
全長：54.6m
全幅：8.8m
速力：12.5 海浬
固定武装：
12cm連射高角砲：1門
12cm高射砲　　：1門
13mm連裝機槍　：3門

## 軍服

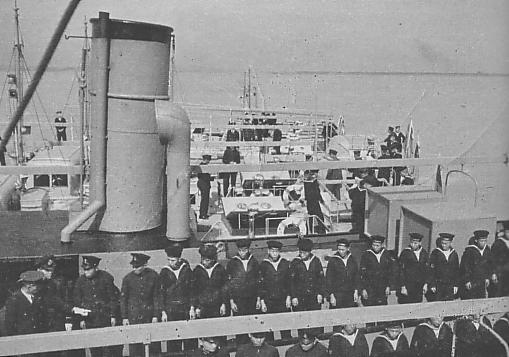
滿洲國艦隊時代（軍服為海軍式）
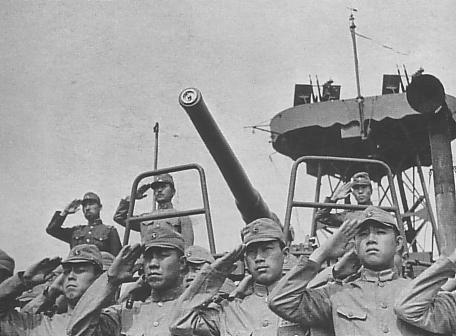
江上軍時代（軍服改變為陸軍式）